# Quartiers de Budapest
Pour les articles homonymes, voir Quartier.

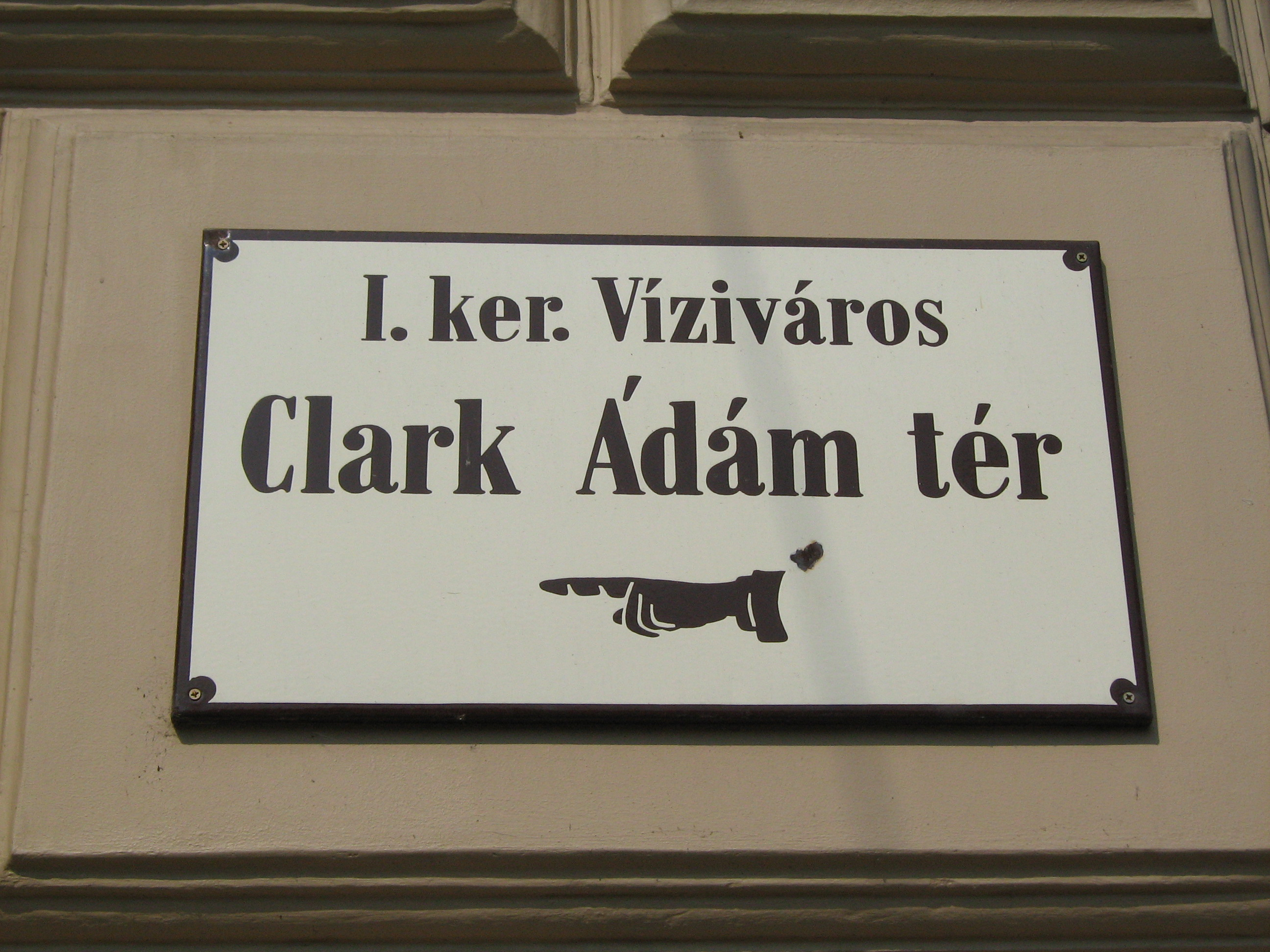
Les noms de rue mentionnent systématiquement l'arrondissement (ici : I.ker : 1er arrondissement) et le nom du quartier (ici : Víziváros).

À Budapest, chaque arrondissement est divisé en quartiers. La capitale hongroise compte actuellement 204 quartiers.

## Cadre et définition

Carte administrative de Budapest, avec arrondissements et quartiers.

À Budapest, les quartiers sont une division essentiellement statistique de l'espace, même s'il arrive parfois que ceux-ci soient parfois gérés comme des sous-arrondissements, à l'instar de Palotanegyed dans le 8e arrondissement. Les 6e et le 7e arrondissements ne sont pas subdivisés en quartiers.
Le découpage en quartiers suit généralement la trame d'urbanisation historique de la capitale, ce qui explique que certains quartiers chevauchent la division en arrondissements, à l'image de Krisztinaváros. La division actuelle en quartiers est définie par une décision du 12 décembre 2012 (94/2012. (XII. 27.), annexe 3) de l'assemblée métropolitaine de Budapest, laquelle encadre plus largement l'usage des toponymes à l'échelle de la capitale. Cet arrêté municipal entérine par ailleurs certaines évolutions notables, telles principalement la division de l'ancien quartier six quartiers (Magdolna, Corvin, Losonci, Népszínház, Csarnok et Orczy) et la fusion de la partie haute du 3e arrondissement en un seul quartier (Óbuda hegyvidéke). Par ailleurs, Margitsziget, auparavant dépendant du 13e arrondissement, est désormais administré par la municipalité centrale.

## Liste des quartiers
| 1 2 3 4 5 |

| 1 2 3 4 5 6 7 8 9 10 11 12 13 14 15 16 17 18 19 20 21 22 23 24 25 26 27 28 29 30 31 32 33 |

| 1 2 3 4 5 6 7 8 9 10 11 12 13 14 15 |

| 1 2 3 4 5 6 |

| 1 2 |

| 1 2 3 4 5 6 7 8 9 10 11 |

| 1 2 3 |

| 1 2 3 4 5 6 7 8 9 10 11 |

| 1 2 3 4 5 6 7 8 9 10 11 12 13 14 15 16 17 18 19 20 21 22 |

| 1 2 3 4 5 6 7 8 9 10 11 12 13 14 15 16 17 18 |

| 1 2 3 4 |

| 1 2 3 4 5 6 7 8 |

| 1 2 3 |

| 1 2 3 4 5 |

| 1 2 3 4 5 6 7 8 9 |

| 1 2 |

| 1 2 3 4 5 6 |

| 1 2 3 4 |

| 1 2 3 |